# Trölladyngja (Noord-IJsland)
De Trölladyngja (Noord-IJsland) is de grootste schildvulkaan in IJsland. Met een hoogte van 1468 meter boven de zeespiegel steekt hij bijna 600 meter boven het omliggende Ódáðahraun lavaveld uit. De Trölladyngja is 10 kilometer in diameter, de krater is ongeveer  1500 meter lang, 500 meter breed en de krater is 100 meter diep. De meeste lava stroomde in noordelijke richting waarbij een deel zelfs de Bárðardalur vallei bereikte, ongeveer 100 kilometer van de Trölladyngja vandaan.
Deze vulkaan moet niet worden verward met de gelijknamige vulkanische berg Trölladyngja op het schiereiland Reykjanes die tot het vulkaansysteem Krýsuvik behoort.